# Pterokrohnia arabica
Pterokrohnia arabica är en djurart som tillhör fylumet pilmaskar, och som beskrevs av Srinavasan 1986. Pterokrohnia arabica ingår i släktet Pterokrohnia och familjen Pterokrohniidae.
Artens utbredningsområde är Arabiska havet. Inga underarter finns listade i Catalogue of Life.